# Drilboor

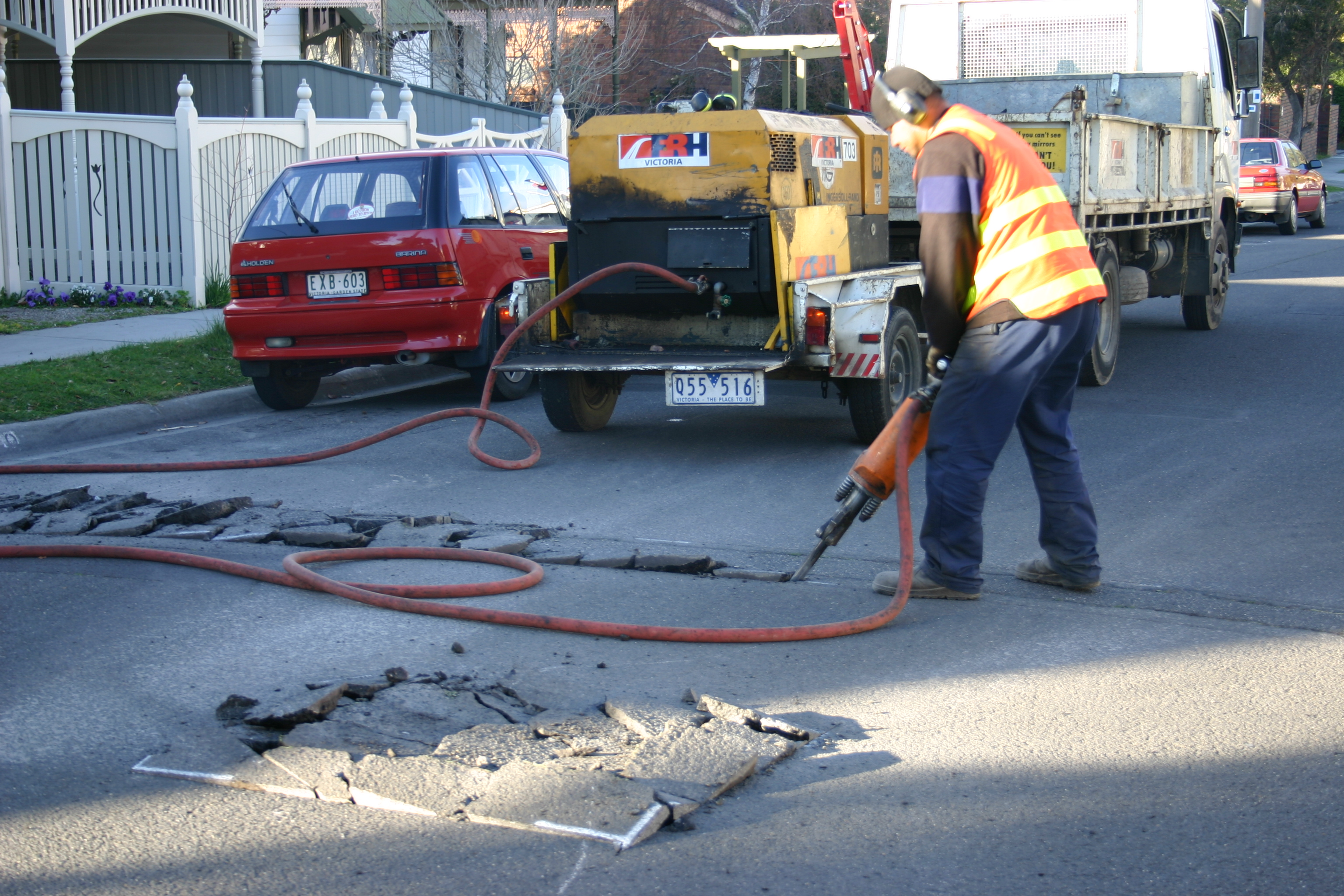
De pneumatische breekhamer wordt dikwijls gebruikt in de wegenbouw

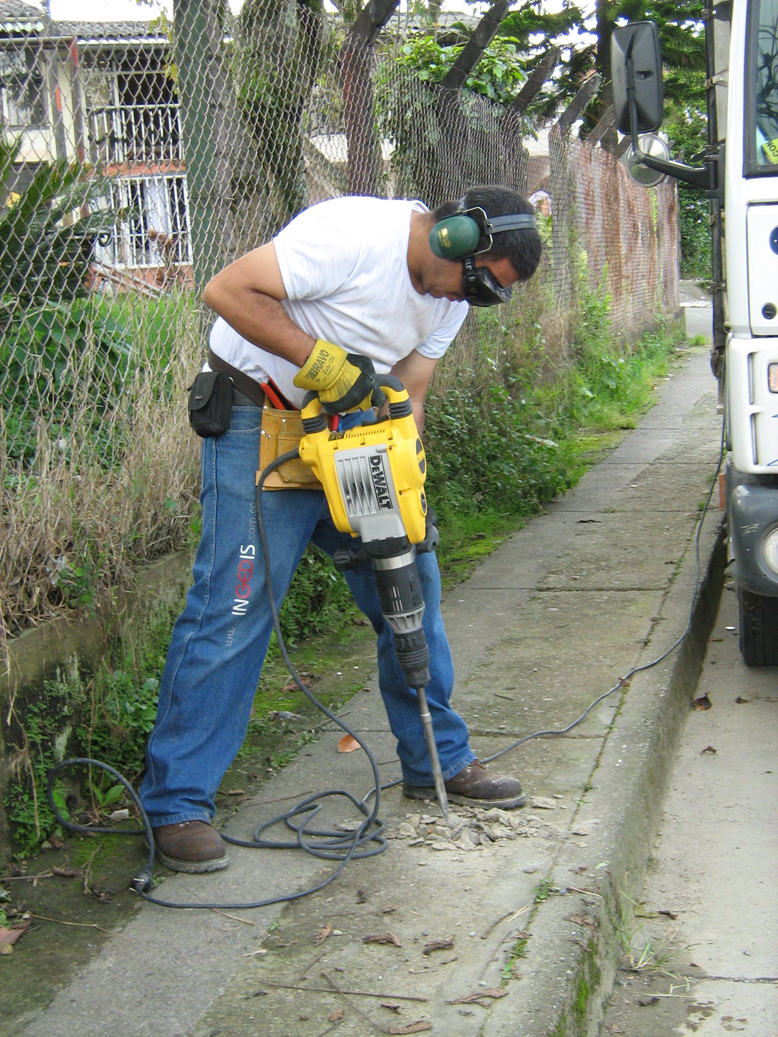
Toepassing van een elektrische drilboor, dergelijke machine wordt ook wel 'kangohamer' genoemd

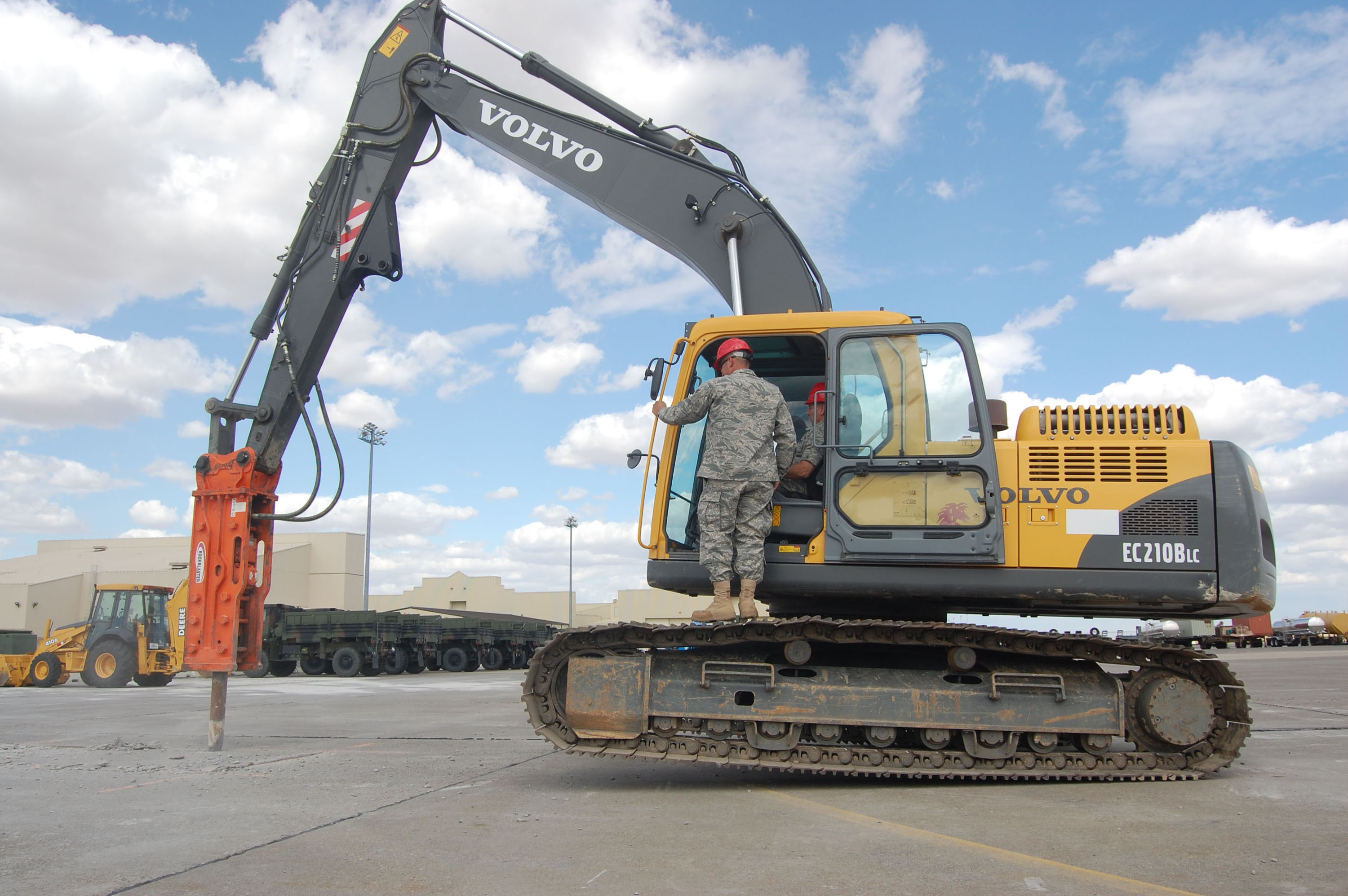
Graafmachine met een hydraulische drilboor

Een drilboor, ook wel sloophamer, breekhamer, beitelhamer, hakhamer of jekkerhamer genoemd, is een machine die een hamer en beitel combineert. 

## Toepassing
Een drilboor kan onder meer worden gebruikt voor: het losmaken van gesteente, het slopen van muren, het verwijderen van tegels en het openbreken van een wegdek.

## Types
Drilboren zijn verkrijgbaar in veel verschillende uitvoeringen en capaciteiten. Bij een persluchthamer gebeurt de aandrijving pneumatisch, dat wil zeggen door middel van perslucht. Voor de aanvoer van de perslucht wordt de persluchthamer aangesloten op een compressor. De aandrijving kan echter ook elektrisch of hydraulisch zijn, bovendien zijn er machines die aangedreven worden door een tweetakt benzinemotor. Bij licht sloopwerk kan ook een boorhamer als elektrische drilboor worden gebruikt. Hiervoor worden bij een boorhamer vaak sloopbeitels meegeleverd. Een speciaal voor de mijnbouw ontwikkelde pneumatische drilboor is de afbouwhamer.
Al naargelang de capaciteit van de machine, kan de gereedschapsopname bij de diverse machines verschillen, naast SDS-Plus en SDS-Max kan de houder ook inwendig zeskant of rond zijn.

## Werking
De gereedschapshouder van de machine gaat enkel op en neer, dit in tegenstelling tot bij een klopboormachine waar deze houder ook ronddraait. Bij het hameren dringt de in de machine geplaatste punt- of platte beitel, stotend het te bewerken materiaal binnen waarbij dit verpulvert.
Bij een persluchthamer vindt de aanvoer van samengeperste lucht plaats door middel van een luchtslang, die is aangesloten op een al dan niet mobiele compressor. In de drilboor wordt door middel van een membraanklep de toevoer van de perslucht zodanig geregeld, dat zij het ene ogenblik vóór en het volgende ogenblik achter de zuiger drukt. Daardoor wordt de zuiger in snel tempo door de cilinder heen en weer bewogen. Op het einde slaat de zuiger telkens op de boorpin, waardoor deze in het te bewerken materiaal dringt.

## Voorzorgsmaatregelen
Een drilboor produceert veel lawaai, tot wel 100 decibel op twee meter afstand, het is daarom van belang gehoorbescherming te dragen. Om de ogen te beschermen tegen afspattende deeltjes, is het verder aan te bevelen een veiligheidsbril te dragen.
Herhaaldelijk gebruik van een drilboor kan leiden tot het fenomeen van Raynaud en het carpaletunnelsyndroom. Daarom wordt voor grote vlakken vaak een hydraulische drilboor gebruikt die op een graafmachine wordt aangesloten. Het voordeel hiervan is dat de boor op afstand kan worden bediend via de graafmachine. Hierdoor trilt deze ook niet rechtstreeks in de handen, zodat dergelijke aandoeningen kunnen worden voorkomen.